# Adolph Frederik von Zepelin
Adolph Frederik von Zepelin (24. maj 1816 i København – 9. juli 1892 i Nice) var en dansk officer og kammerherre.
Han var søn af generalmajor Johan Detlev von Zepelin og hustru, blev 1828 landkadet, 1837 sekondløjtnant i Livgarden til Fods, 1838 kammerjunker og 1842 premierløjtnant. Han deltog 1848 i slagene ved Slesvig og Dybbøl, blev samme år kaptajn af 2. klasse i 3. kompagni ved Livgarden til Fods og 13. september dette år Ridder af Dannebrog. Han blev senere samme år kaptajn af 1. klasse, deltog 1849 i fægtningen ved Ullerup og 1850 i slaget ved Isted, blev 1854 major, 1858 kammerherre, blev 1860 Ridder af Sværdordenen, 1861 kommandør for 15. Bataljon, 1862 oberstløjtnant og blev 1878 naturaliseret som dansk adelsmand (hvilket dog var unødvendigt, da hans fader allerede var naturaliseret). Han fik senere afskedspatent som oberst.
Han blev gift 14. maj 1839 med Nathalie Beate Antoinette Augusta Sehested Berregaard (1. august 1808 - 2. januar 1884 i København), datter af Anders Sehested Berregaard (1779-1815) og Thalia Marie Motzfeldt Fremming (1788-1853). Han var farfader til forfatteren Ditleff von Zeppelin.